# Convento de las Madres Bernardas (Salamanca)
El Convento de las Madres Bernardas, nombre por el que se conoce al Monasterio de Santa María de Jesús, es un convento femenino de monjas cistercienses de San Bernardo situado en la ciudad de Salamanca.

## Ubicación
El convento se levanta en el Camino de las Aguas, donde se trasladó la congregación tras la venta del convento del Santo Nombre de Jesús a los Escolapios en 1957. Las obras del cenobio se iniciaron en marzo de 1957, bajo proyecto de Francisco Gil González, en julio de 1958 se encontraban terminadas, trasladándose a él las religiosas. 
El conjunto consta de dos partes. La iglesia, situada entre la fachada principal y la lateral derecha, y el convento como tal, articulado en torno a un claustro. Del núcleo del edificio sobresalen los cuerpos de las dependencias inicialmente destinadas a casa del capellán y a una pequeña hospedería de cuatro dormitorios en la que se alojarían los familiares de las religiosas que visitasen el convento. 
Ante la falta de vocaciones las religiosas abandonaron el convento en diciembre de 2015. Ante la falta de uso del edificio Proyecto Hombre planteó a la Diócesis y Ayuntamiento la posibilidad de instalar un centro de acogida en el recinto, contando con la oposición vecinal, por lo que está pendiente aún de resolución.

## La capilla
La capilla y el coro bajo ocupan un bloque rectangular con una sencilla espadaña en el testero. La fachada principal de la iglesia consta de tres cuerpos. El bajo acoge tres puertas de medio punto. El cuerpo intermedio se subdivide en dos con tres vanos rectangulares, alineados con las puertas, sobre los que se dispone un óculo en la calle central y los escudos de la orden y la ciudad de Salamanca en las laterales. Por último se remata la fachada con un frontón triangular con un óculo en el tímpano y rematado por una cruz. El interior se compone de una única nave con nueve crujías, cubiertas por bóvedas con lunetos. Tres crujías se corresponden con el coro bajo, que conecta con la cabecera de la iglesia. Las otras seis componen la capilla propiamente dicha, contando las tres de los pies con un coro alto conectado con las dependencias del convento. La iluminación se recibe por sencillos óculos. Preside el testero de la capilla la imagen del Cristo del Perdón, obra de Bernardo Pérez de Robles titular de la Hermandad del Perdón con sede en el convento.